# میقان (اراک)

میقان'، روستایی از توابع بخش مرکزی شهرستان اراک در استان مرکزی ایران است.روستای میقان واقع در بیست کیلومتری شمال اراک است.گفته می شود کلمه میقان از دو ریشه 1- میغ: مه غلیظ و2- آن: پسوند مکان گرفته شده است.میغان (جایی که ابر و مه غلیظ موجود است) در مورد کلمه میغ لازم به ذکر است که روستای میقان در مجاورت کویری واقع شده که به همین نام یعنی کویر میقان شناخته می شود و در نقشه های بین المللی هم به همین اسم دیده می شود واین کویر عامل ایجاد مه غلیظ در فصل زمستان بر روی این روستا وشهر اراک میگردد. 
غلظت این مه باعث تشبیه آن به میغ یا همان ابر است.
گفتنی است مردم محلی فراهان از دیرباز این تالاب و کویر پیرامون آن را "مِیقون" میخوانند که معرب واژه پارسی مِیگون، به معنای (مانند می و شراب) و نام اصیل و کهن این دریاچه است. چرا که این دریاچه، مانند بیشتر دریاچه های نمکی، در فصول گرم سال به رنگ سرخ شرابی در می آید.
برای رسیدن به این تالاب که در سمت شمال شرقی اراک قرار داره می بایست از کمربندی شمالی اراک ،به ورودی روستای راهزان و طرمزد برسید در ابتدای جاده ،تابلو شرکت املاح معدنی ایران نیز خیلی بزرگتر از تابلو تالاب و روستاهای یاد شده شما رو راهنمایی میکنه،پس از گذراندن حدود ۸ کیلومتر و گذشتن از دو راهی روستای راهزان و سپس عبور از میان روستای طرمزد و گذر از جنب کارخانه املاح معدنی به تالاب میرسید،این تالاب داری مساحت در حدود ۲۵۰۰۰ میلیون متر مربع هست،اینجا بزرگترین منبع سولفات سدیم ایران هست که توسط همین شرکت استخراج میشه، در سالهایی که بارندگی زیاد باشه حجم آب بالا میاد و مساحت دریاچه به ۳۰ هکتار هم میرسه که طی دو سال اخیر وضعیت تقریبا خوب بوده،در فصل پاییز و زمستان پرندگان مهاجر بخصوص درناهای سیبری از عرض های شمالی برای گذراندن فصل سرما به اینجا میان و به علت کثرت وجود درناهای خاکستری در اینجا روز ۱۵ آبان رو روز درنا نامیدن،با وجود جاده میان تالاب امکان تردد پیاده در طول سال میسر هست و با توجه به مهاجرت پرندگان و پایین بودن سطح آب در این فصل امکان ترددبا خودرو تا انتهای تالاب میسر هست ولی در بقیه فصول و در هنگام وجود پرندگان ،تردد از جنب کارخانه و ابتدای تالاب کنترل میشه،به تازگی تعدادی دوچرخه هم به صورت رایگان در ورودی تالاب توسط کارخانه تعبیه شده که با ارائه کارت ملی امکان استفاده از اون مهیا هست
میقان، روستایی از توابع بخش مرکزی شهرستان اراک در استان مرکزی ایران است.روستای میقان واقع در بیست کیلومتری شمال اراک است.گفته می شود کلمه میقان از دو ریشه 1- میغ: مه غلیظ و2- آن: پسوند مکان گرفته شده است.میغان (جایی که ابر و مه غلیظ موجود است) در مورد کلمه میغ لازم به ذکر است که روستای میقان در مجاورت کویری واقع شده که به همین نام یعنی کویر میقان شناخته می شود و در نقشه های بین المللی هم به همین اسم دیده می شود واین کویر عامل ایجاد مه غلیظ در فصل زمستان بر روی این روستا وشهر اراک میگردد. 
غلظت این مه باعث تشبیه آن به میغ یا همان ابر است.
گفتنی است مردم محلی فراهان از دیرباز این تالاب و کویر پیرامون آن را "مِیقون" میخوانند که معرب واژه پارسی مِیگون، به معنای (مانند می و شراب) و نام اصیل و کهن این دریاچه است. چرا که این دریاچه، مانند بیشتر دریاچه های نمکی، در فصول گرم سال به رنگ سرخ شرابی در می آید.

متخصصان دو عامل اصلی را از جمله عوامل قرمز شدن آب این دریاچه ها عنوان می‌کنند: شکوفایی جلبکی و باکتری های شور پسند.
Algae & bacteria are periodically turning Iran’s Lake Urmia from green to red https://t.co/pdTY32nE8k#EarthRightNowpic.twitter.com/KcY51OKmYb — NASA Climate (@NASAClimate) August 17, 2016
طبق اطلاعات ارائه شده توسط متخصصان شوری بالاتر از اشباع در دمای بالا و کمبود اکسیژن، باعث می‌شود تا باکتری‌های شوردوست از جنس های هالوباکتریوم و هولوکوکوس و آرکوباکترها به شدت تکثیر پیدا کنند. با افزایش این باکتری‌ها رنگیزه های داخل آنها نور خورشید را جذب و آن را منعکس می‌کند.
از سوی دیگر، در شوری‌های بسیار زیاد جلبک دونالیلا ویریدس سبزرنگ کاهش و در عوض دونالیلا سالینای قرمز رنگ افزایش می یابد که می تواند دلیل دیگر قرمز شدن آب دریاچه باشد.
جلبک دونالیلا سالینا نوعی ماده بتاکارتن ایجاد می‌کند که موجب تغییر رنگ آب دریاچه می‌شود، بتاکارتن خطر اکولوژیک و زیست بوم ندارد و معمولا در فصول خاصی از سال این نوع جلبک شکوفا می‌شود. شوری زیاد آب و نور فراوان عامل اصلی زیست این نوع جلبک است.
جلبک دونالیلا سالینا با کشند قرمز که گاهی در آبهای آزاد پدید می آید بسیار متفاوت است. کشندهای قرمز سطوح آب را به کلی می‌پوشانند و مانع زیست جانواران آبزی می‌شوند در حالی که در دریاچه های نمکی هر چند جانوران آبزی چندانی زیست نمی‌کنند اما این اتفاق هم هیچگاه روی نمی‌دهد.
برخی تحقیقات علمی پرورش جلبک دونالیلا سالینا در دریاچه‌هایی مانند مهارلو، دریاچه نمک قم و دریاچه ارومیه را فرصتی برای استفاده از منابع مهم تولید کننده بتاکاروتن، حاصل از جلبک سبز تک سلولی دونالیلا می دانند.
در سالهای اخیر برای نگارش این نام، به اشتباه و به تقلید از واژه هایی چون خونه، چونه .... مصوت 'و' را به 'ا' تبدیل کرده و به صورت میقان نوشته اند که غلط و فاقد معنا میباشد.
.
شغل مردم روستا بیشتر کشاورزی بوده است اما در سال های اخیر مشاغلی مانند نجاری، منبت کاری، تولید مبل، قالب سازی، قطعه سازی ومشاغل صنعتی دیگر مورد توجه جوانان ساکن روستا واقع شده ودر حال حاضر چندین کارگاه کوچک وبزرگ صنعتی در این روستا فعالیت دارند.
جمعیت این روستا 100 خانوار می باشد. زبان ونژاد مردم این روستا فارسی است..
شهرهای نزدیک:
```
 34°12'12"N   49°45'6"E :مختصات
```

## جمعیت
این روستا در بخش فراهان قرار دارد و براساس سرشماری مرکز آمار ایران در سال ۱۳۸۵، جمعیت آن ۳۹۶ نفر (۱۲۷خانوار) بوده‌است.